# Henryk Tomaszewski (Maler)

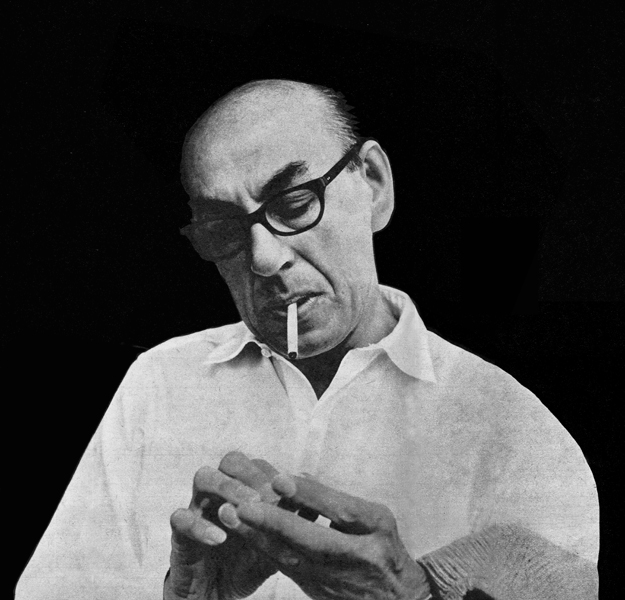
Henryk Tomaszewski

Henryk Tomaszewski (* 10. Juni 1914 in Warschau; † 11. September 2005 ebenda) war ein polnischer Plakatmaler.

## Leben
Er begann seine berufliche Ausbildung 1929 in der Schule der Grafischen Industrie in Warschau, wo er den Beruf eines Zeichner-Lithographen erlernte. Danach studierte er Malerei von 1934 bis 1939 an der Akademie der Bildenden Künste Warschau. Von 1936 bis 1939 lieferte er satirische Zeichnungen für das Wochenblatt „Szpilki“ („Stecknadeln“). 1939 wurde er mit dem 1. Preis für einen Entwurf für den polnischen Pavillon auf der New Yorker Weltausstellung ausgezeichnet. 
Nach dem Krieg erhielt er in Łodź einen Dauerauftrag (gemeinsam mit dem Grafiker Eryk Lipiński) für Filmplakate für das „Film Polski“ Vertriebsunternehmen. Seine Filmplakate stellten einen Umbruch in der Ästhetik dar. Statt konventioneller Photomontagen zeigte Tomaszewski expressive, fast brutale Zeichnungen mit markanter Typographie. Bald entstand daraus die Polnische Schule der Plakatkunst, die für Jahrzehnte das hohe Niveau dieser Kunst in Polen bestimmte. 

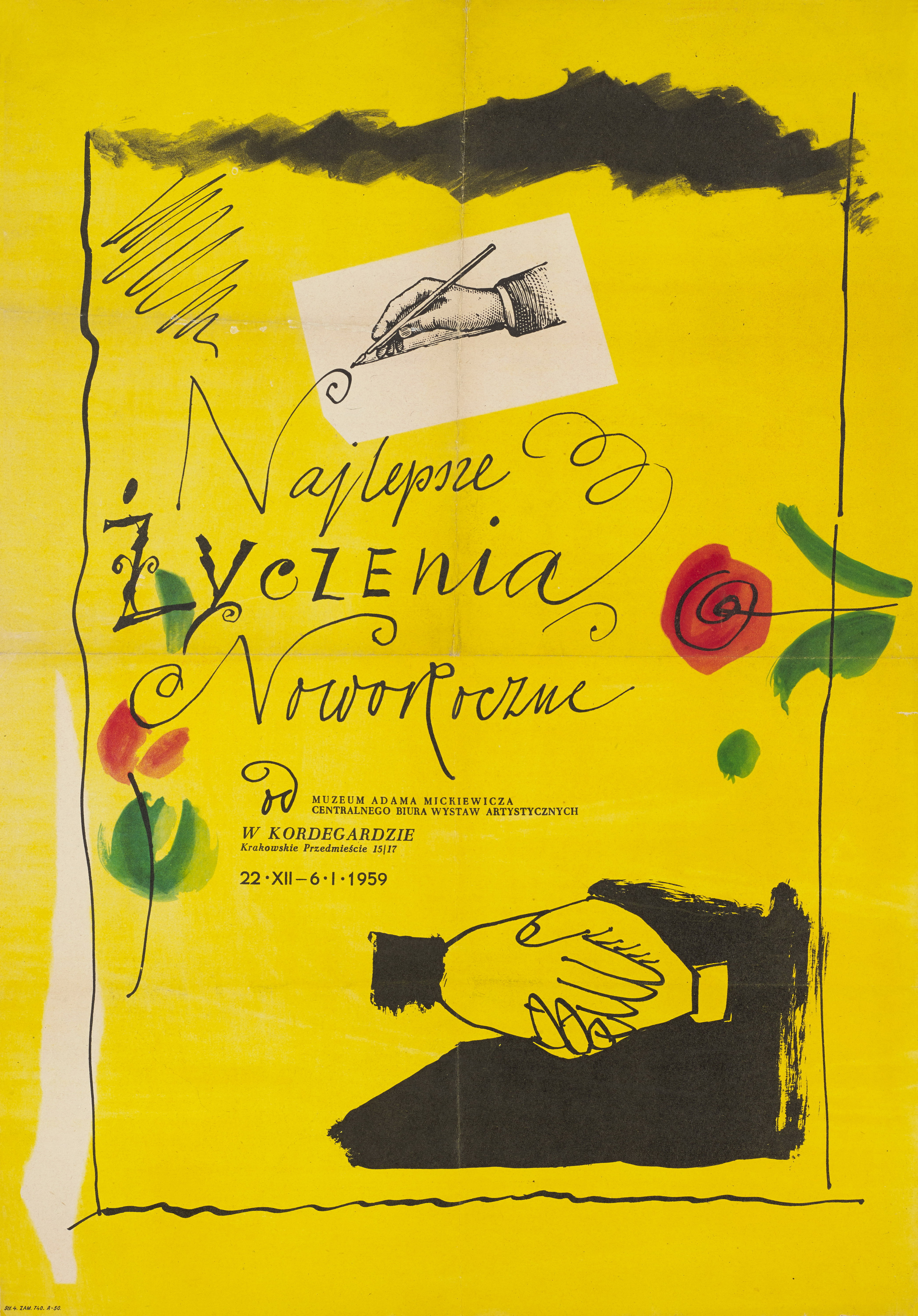
Ein Plakat von Henryk Tomaszewski

Tomaszewski wurde 1948 mit fünf ersten Preisen auf der Internationalen Plakatausstellung in Wien ausgezeichnet.
1966 wurde Tomaszewski zum Professor berufen, 1959 bis 1966 und 1972 bis 1974 war er Dekan der Grafischen Fakultät der Warschauer Kunstakademie.
Er beschäftigte sich auch mit Buchgrafik und Bühnenbild. Im Zeitraum 1956 bis 1962 erschienen seine zeichnerischen Feuilletons im Wochenblatt „Przegląd Kulturalny“ („Kulturrundschau“).
Seine Werke werden in den Kunstsammlungen bekannter Museen ausgestellt.